# Иглы (зоология)
Иглы — у млекопитающих иглы представляют особенно сильно развитые, утолщённые и твёрдые волосы (например у ежа, дикобраза, австралийской ехидны и других); у пресмыкающихся это роговые выросты чешуек и щитков; у рыб они имеют подобное же происхождение. У насекомых, ракообразных иглы и шипы — выросты хитинового покрова тела, у иглокожих — выросты известкового наружного скелета, неподвижно прикреплённые к нему или подвижно сочленённые с ним, как у морских ежей. У многих губок известковые или кремнёвые иглы составляют остов тела, а часто выдаются и над его поверхностью; здесь иглы представляют самостоятельные образования, развившиеся внутри тела на счёт особых клеточек. У одноклеточных мы находим кремнёвые иглы у радиолярий, известковые у некоторых многокамерных корненожек. Иглы служат органами защиты, у многих они могут изменять своё положение; подвижные иглы морских ежей служат отчасти органами передвижения. Иглы губок составляют твёрдый остов, опору тела и защищают его поверхность, а у живущих на мягком иле океанических глубин иглы образуют при основании губки сплетения, благодаря которым они не погружаются в ил, а остаются на его поверхности. Наконец, у радиолярий и некоторых многокамерных корненожек иглы увеличивают сопротивление животного воде и тем облегчают перенос его течениями; падение животного в воде чрезвычайно медленно и самого незначительного движения воды достаточно, чтобы животное очень долго висело в воде чисто пассивным образом.